# اوکایاما ۲۰۸۴
سیارک ۲۰۸۴ (به انگلیسی: 2084 Okayama، نامگذاری:1935CK) ، دو هزار و هشتاد و چهارمین سیارک کشف شده‌است که در ۷ فوریه ۱۹۳۵ کشف شد.
قدر مطلق سیارک برابر ۱۲٫۲۰ است.